# 7〜モールモースの騎兵隊〜
『7 〜モールモースの騎兵隊〜』（セブン モールモースのきへいたい）は、2000年12月21日にナムコ（後のバンダイナムコゲームス）から発売されたPlayStation 2用コンピュータRPG。2002年9月12日には廉価版が発売された。

## 概要
独特の戦闘システム（ローテーションバトルシステム）を採用した作品。2003年には同じシステムを採用したヴィーナス&ブレイブス〜魔女と女神と滅びの予言〜が同社から発売されている。
「モールモースの騎兵隊」をクリアすると「アルメセラ年代記」が遊べるようになる。どちらもシステムは共通しているが、ストーリーがメインとなっている「モールモースの騎兵隊」編とは違い、「アルメセラ年代記」編は“1000年間”戦い続ける事をメインとしているため、難易度が高くなっている。本作の舞台は、アクラリンドと呼ばれる大きな大陸。「モールモースの騎兵隊」では、その大陸の一部のみが舞台となるが、「アルメセラ年代記」では、大陸全土がゲームの舞台となる。
ナレーションはPIZZICATO FIVEのボーカル野宮真貴が担当。
携帯アプリでは2009年12月1日よりiアプリで『7 -アルメセラ年代記-』として配信されているが、ストーリーモードに値する「モールモースの騎兵隊」編は収録されていないため、ヘルプや模擬戦が別途用意されている。また、「アルメセラ年代記」をアレンジし、ヴィーナス＆ブレイブスのキャラクター達もゲストとして登場するスマートフォン専用アプリ『7 セブン サウザンドウォーズ』が2011年10月21日より配信されていたが、2016年3月7日をもってサービスを終了。

## ストーリー
はるか昔、アクラリンドの大地には魔物が蔓延り、人々の滅びゆく運命は決然としていた。しかしその時、世界の創造主である2人の御使い(みつかい)が現われ、その１人が7人の勇者を選び、もう１人の御使いは7人の勇者のそれぞれに武器を与えた。7人の勇者たちは与えられた7つの武器で魔物を倒して、アクラリンドの危機は去り平和となった。それから1000年が過ぎた。時とともに人々の間から災厄の記憶も失われつつあった。いつの頃からか世界各地で魔物が出現するようになる。見慣れぬ魔物が出没するようになっても、それがどこから来るのか人々には判らなかった。再び悪夢が訪れようとしていた。なにかが眠りから覚めつつあり、新たな試練の時が来ていた。

## システム

### ローテーションバトル
「セブン」を特徴づける戦闘システム。部隊を構成するメンバーから選んだ7人を、「前列」「中列」「後列」の3列12マスの陣形に編成する。バトル中は、プレイヤーは部隊の指揮官として毎ターン後のローテーション（隊列の回転）の有無のみを指示、攻撃や回復といった行動は隊員それぞれの能力とその時にいる列によって自動で行われる。ローテーションは1ターンに1度で、ローテーションを実行すると前列は後列へ回り、中列・後列の者は1列ずつ前進する。敵への攻撃と味方の回復を重ねながら、敵の殲滅を目指す。
敵の情報は戦闘前にあらかじめ知ることができるが、特に「モールモースの騎兵隊」編では味方が1人でもHPが0になるとその場で敗北、ダンジョンをやり直さなければならないなどペナルティは大きく、陣形の編成と作戦の組み立ては実際の戦闘以上に重要である。敵の中には、騎兵隊がローテーションをするとHPが回復する、など行動を変化させる者も存在するため、ローテーションを行わずに攻撃力の高いメンバーを前線に踏みとどまらせ続けたり、逆に頻繁なローテーションで多彩な行動を繰り出したり、といった敵に合わせた作戦の組み立てが必要となる。
前列（攻撃列）
敵の眼前に立つ列。剣やナイフなどの直接攻撃を行う。基本的には各自の「攻撃力」がそのまま相手に与えるダメージとなる。
敵からの攻撃を受ける位置でもあり、この場合も敵の「攻撃力」や「特殊攻撃」の数値がそのままダメージとなる。敵の普通攻撃は「戦士を狙う」「体力の低い者」などの性格がある場合はその条件に該当する者が狙われ、該当者がいなかったり「きまぐれに攻撃」の場合は前列からランダムに選ばれる。
中列（補助列）
前列を補助する隊列。「攻撃補助」と「防御補助」の能力を持つ隊員は自分の目の前にいる隊員を補助し、前列の隊員の攻撃力をアップさせたり、敵からの攻撃を軽減させることができる。「攻撃補助」「防御補助」はともにローテーション1回につき1度のみ（防御補助の対象が敵からの攻撃を受けなかった場合は、防御補助をしないのでカウントされない）であり、攻撃補助や防御補助の値が大きい場合はローテーションをさせないと攻撃・防御力が激減することになる。
弓使いが中列にいて、その前に隊員がいなければ、敵に矢を放つ「間接攻撃」ができる。間接攻撃はローテーションの回数に左右されずに何回でもできる。
仮に前列に隊員が一人もいなかった場合は「間接攻撃」以外の攻撃は一切できなくなり、敵の攻撃は中列に及ぶ。その時の被ダメージは通常の2倍になり、ローテーションしない限り防御補助を受ける事もできない。
後列（回復列）
敵からもっとも遠く安全な隊列。回復能力を持つ隊員は、この列に来ると薬や魔法によって体力を回復させる。回復は1ターンに1回で、パラメータ「回復力」の数値の分のHPが回復する。回復の対象は「自」回復能力の場合は自身の回復のみ、「列」回復能力の場合は同じ列にいる自分以外の隊員が回復する。

### 基本職種
同じ系統の職種に男女の違いが設定されているものもあり、細かな能力に違いがある。
騎士
前列ではサーベルで敵に斬りかかる。中列では大きな盾で高い防御補助能力を発揮して味方を守る。後列では自回復を行える。
「モールモースの騎兵隊」では主人公と、ダルガール騎士団長などアルメセラ王国騎士団のメンバーが騎士。
戦士
大振りな剣を振るって戦う。回復を必要としない程の高いHPを持つが、中、後列での補助や回復の能力は持たない。
「モールモースの騎兵隊」では、騎兵隊の設立メンバーであるバルディバル・ボアル（バル）などモールモース村の戦士たちが登場する。
幻術師
前列では幻灯機から映し出す幻影で攻撃するユニークな技を繰り出す。HPは少なめで補助力はないが、攻撃力と素早さが優れており、そこそこの自回復能力を持つ。
「モールモースの騎兵隊」では、あかつきの森に住む幻術師たちが登場、モールモースの村を守るため奮闘する。
神官
女性の聖職者。後列では列回復能力を、中列では防御補助能力を発揮して仲間を守る。
「モールモースの騎兵隊」では、フィルリア・フェルルイン（フィル）などのカルデロン教会の女性聖職者たちが騎兵隊に参加している。
僧侶
男性の聖職者。列回復の能力と攻撃補助能力を持ち、さらに高めのHPを持つ。
「モールモースの騎兵隊」では、カルデロン教会の僧侶たちフィルの護衛としてモールモース村に来ており、初期から参加する。
剣闘士
回復能力は持たないが、全職種中最強の攻撃力を誇り、攻撃補助力も持つ前衛型。前列では鉄球を振るって闘い、中列からは斧を投げつけて攻撃を補助する。
「モールモースの騎兵隊」では、モルサガルサの街の右側に構える砦の周辺で暮らしており、魔法使いたちと敵対していたが、騎兵隊の活躍により両職業集団は和解、以後剣闘士と魔法使いたちは共に騎兵隊に参加する。
魔女
魔法使いの女性職。攻撃補助、防御補助は格段に高いが、攻撃力は低く回復能力を持たない。魔術師に比べ、素早さが高い。
「モールモースの騎兵隊」では、モルサガルサの街の左側に建つ館の周辺で暮らしている。魔女のリムリット・シャダウェリンは魔法使いの長の娘だったが、剣闘士一族の長の後継ぎである青年ボルガ・モーガと駆け落ちした。後の和解で両者は公に伴侶となる。
魔術師
魔法使いの男性職。攻撃補助、防御補助が格段に高く、そこそこの列回復能力を持つ。ただしHPや攻撃力は低めで打たれ弱い。
「モールモースの騎兵隊」では、魔術師の長と剣闘士の長が、それぞれ代々「魔法の石」を長の証として受け継いでいた。
アーチャー
弓使いの男性職。中列からは弓矢で間接攻撃を行える。回復能力は持っていないが、短剣投げによる前列での攻撃力もまずまずでHPも高い攻撃向け職種。
「モールモースの騎兵隊」では、弓使いは「のこぎり谷」で森に暮らし森を愛する種族として登場。魔物から森を守るために騎兵隊と共に戦った。
ヴァルキリー
女性の弓使い。アーチャーより素早さが高め。間接攻撃はボウガンで、前列ではランスを構えて突進する。自己回復能力も持ち、アーチャーに比べると防御面で優れている。
「モールモースの騎兵隊」では、森を守るため戦おうとする若者たちと、弓使いの長であるヴァルキリーのヴィルマら無数の魔物との戦いを諦めた大人たちとの対立が描かれる。
サムライ
男性職。高い攻撃力とEX（稀に起こる攻撃力以上のダメージを与える一撃）の発生率、素早さを持つ前衛型。中列では攻撃補助力も持つが、回復能力はなく、HPも低い。
「モールモースの騎兵隊」では、オトラ山の麓にあるクガイの隠れ里でニンジャと共に山を守っていた。長はカムジは、騎兵隊の言うことに耳を傾けようとしない古い因習にとらわれた人物であった。
ニンジャ
女性職。攻撃面ではサムライに劣るが、自己回復能力を持ち、HPも高い。直接攻撃は「複数攻撃」で、敵に2回ダメージを与える（攻撃補助が付くのは最初の1回のみ）。
「モールモースの騎兵隊」では、クガイの隠れ里でサムライと共に山を守る。
祈祷師
神殿の男性職。攻撃力こそ低いものの、全職業の中で唯一、相手を石化させることができる能力を持つ。石化しているときは通常の1.5倍のダメージを与えることができるが、祈祷師の素早さは低く設定されており、石化している敵に石化攻撃を与えたり騎兵隊がローテーションすると、敵の石化は解けてしまう。また、防御補助力・自己回復能力も持っている。
「モールモースの騎兵隊」では、山の上にあるキシュの神殿の守護者として登場。長インジャリらは、不法侵入で山に忍び込んだ騎兵隊を追ってきたサムライたちを、神殿を襲う魔物たちの討伐に来たと勘違いし歓迎した。
巫女
神殿の女性職。攻撃力は低めだが、1度に4連続の複数攻撃ができ、さらに防御補助力や列回復力も持ち合わせている。
「モールモースの騎兵隊」では、キシュの神殿の守護者として登場。神殿の魔物が追い払われた後は、サムライ、ニンジャ、祈祷師と共に騎兵隊に加わる。
魔騎士
男性職の漆黒の騎士。モールモースの騎兵隊では登場こそするものの隊には加わらず、アルメセラ年代記でのみ部隊に迎えることができる。前列では魔力を放つ斧で攻撃し、中列では攻撃補助、防御補助を行い、更には後列での味方回復力も持つ万能タイプだが、滅多に登場しない。
聖騎士
女性職の白銀の女騎士。魔騎士と同様に攻撃補助、防御補助、更には列回復力を持つが、滅多に出現しない。

### 5属性の性質
キャラクターには、土、水、火、風、無、いずれかの属性が設定されている。属性は強弱関係をもっており、戦闘時のダメージ数に影響する。しかし、無属性の場合は属性の影響は受けない。

## モールモースの騎兵隊
ゲームで初めからプレイできるモード。主人公は王国騎士団に入りたての見習い騎士。騎士団の演習のために西の辺境の村・モールモースへと立ち寄った。元々平和な村であるモールモースだが、そこで魔物が出るとの噂を耳にする。
村の住人で、戦士の血を引く少年・バルディバル・ボアル（通称・バル）ら村の戦士たちの嘆願に対して、特権階級気取りの騎士団はその重い腰を上げようとせず、かわりに見習い騎士の主人公をよこす。主人公がバルと一緒に、魔物が出没するという森へ偵察へ向かうと、森の中で魔物に襲われ倒れていた神官の少女・フィルリア・フェルルイン（通称・フィル）と運命的な出会いを果たす。自分たちの村は自分たちで守る、と決意した戦士たちは自ら「モールモースの騎兵隊」を結成、見事魔物を討伐する。そしてフィルの旅の目的である、7つ集めると世界から魔物を一掃できるという「魔法の石」を探す旅を始めることになる。
舞台となるアルメセラ王国では、職種ごとに地域的な住み分けがされており、異職種の交流がほとんど存在せず、お互いに対する理解はほとんどなかった。騎兵隊は旅を続けるうちにさまざまな職種間の対立に出くわし、その問題を解決しながら、異なる職種で能力を補い合う戦闘方法（ローテーションバトルシステム）を重ねていく。「モールモースの騎兵隊」は王国の歴史の中で初めて「異なる職種を組み合わせて戦う」という戦闘を行った部隊であり、これが千年後のアルメセラ年代記の時代まで受け継がれることとなる。

### 登場キャラクター
見習い騎士の少年
主人公。アルメセラ王国騎士団の見習い騎士。基本的に喋らない。名前はプレイヤーが自由に設定できる。
バル（バルディバル・ボアル）
モールモースに住む少年戦士。曲がったことが大嫌い。
フィル（フィルリア・フェルルイン）
ヴィムの都に住む、カルデロン神殿の神官の少女。魔物を一掃する力を持つといわれる魔法の石を探して、派遣されてきた。モールモース付近の森で倒れていた所を、主人公とバルに助けられる。
メルレーン・ビルダリク
しじまの森で出会う聖騎士。何かを探して旅をしている。
ウルザーク
キシュの神殿で出会う魔騎士。神殿の中にいる魔物の事を教えてくれる。
アルゼル
バルの姉。
王様（アルモルデン二世）
アルメセラ王国の王様。
マルダン大臣
アルメセラ王の側近。本名はウルディグ・マルダン。
ダルガール･アルムイネン
アルメセラ王国騎士団の団長。
ソッコル・ニー
黄昏の森に住む幻術師。
バッフル
黄昏の森に住む、幻術師の長。
アルウェラ・フェルルイン
フィルの母親。ヴィムの都にあるカルデロン教会の司書長。
クレイドン
本名はセラウス・クレイドン。アルメセラ王国に広く信者を持つカルデロン教会の会長。頑固な性格で人の意見に耳を傾けようとしない。
ソショネック
クレイドン教会長の側近。
リムリット・シャダウェリン
モルサガルサの街に住む、魔法使いの長の娘。
ボルガ・モーガ
モルサガルサの街に住む、剣闘士の長の息子。
カルカロム・シャダウェリン
モルサガルサの魔法使い（魔術師・魔女）の長。
モルギ・モーガ
モルサガルサの剣闘士の長。
ヴィルマ・ヴァキ
のこぎり谷の一角、しじまの森に住む弓使い（アーチャー・ヴァルキリー）の長。
カムジ
オトラ山にあるクガイの隠れ里の長。サムライとニンジャを統率している。
インジャリ
巫女とともにキシュ神殿を守護している祈祷師の長。
ディルワース
エルデクエデリの森に隠居している老人。カルデロン教会の始祖である勇者の生き残りの一人、行方不明となっていたジャガリート・キュリクの事を知っている。
ナグゾスサール
7つの魔法の石に関わる謎の魔物。
守護者ミオド
眠りの番人。人間でも魔物でもない、謎の少女。
情報屋
主人公を手助けしてくれる謎の人物。さまざまな場所に出現し、セーブポイントも兼ねている。

## アルメセラ年代記
モールモースの騎兵隊をクリアすると遊べるようになるモード。本編よりも高度かつ、やり込み度が高いと言われている。
前編「モールモースの騎兵隊」から千年後の世界、予言のとおり王国の各地に魔物が現れる。モールモースの騎兵隊の初代隊長の遠い子孫である主人公が、形骸化してしまった騎兵隊に代わって新たな騎兵隊を結成し、隊長となって大陸の平和のために戦う。その戦いは何十年、何百年にも渡り続くため、各地から有望な人材を集めて、育成し、子供を育て上げる必要がある。舞台は本編の1000年後となっている。「モルサガルサの彫像」や伝説の勇者を描いたと思われる絵などが残っている。

### プレイ概要
冒険のマップとなるアクラリンドは中央に王都ヴィム（ヴィムの都）、その東西南北に村がある。村には魔物が発生し、数年間居座る。数年間居座るとその村を破壊して、別の村に移り、再び数年居座って破壊する。村が破壊されると国王から騎兵隊の評価が下げられ、評価が下がりすぎると解散を命じられゲームオーバーになる。
騎兵隊はマップ上を移動してヴィムの都から村まで行き、魔物と戦闘して倒し、ヴィムの都に戻ってくるという行為（ゲーム内では“遠征”と呼ばれる）を繰り返す。そしてゲームオーバーにならずに1000年経過するとクリアとなる。クリアまで非常に時間がかかり、また同じこと繰り返すためいわゆるやりこみの要素が強い。

### 世代
マップ上を歩くと日数が経過し、360日経過すると祝福の日を迎える。祝福の日を迎えると騎兵隊のメンバーは一歳年をとり、ステータスが変動する。騎兵隊のメンバーは10代（15-16歳）から40代初頭まで現役で参加することができ、最後には引退する。年を経るに連れて次々とメンバーが引退するため、メンバーを入隊させて（補充して）騎兵隊を維持する。
年齢は大きく成長期、全盛期、衰退期の三つの期間に分けられる。成長期は祝福の日を迎えるごとにステータスが大きく上昇する時期で、おおよそ10代-20代に当たる。全盛期は祝福の日を迎えた時のステータス上昇が緩やかな時期でおおよそ20代-30代前半に当たる。衰退期は祝福の日を迎えるごとにステータスが低下する時期でおおよそ30代に当たる。衰退期に入りステータスが下がると戦闘に適さなくなるので引退させることになる。成長期が長かったり全盛期が短かったり、キャラクターによって差があり、成長期が長ければステータスが高くなりやすく、また全盛期が長いと長い間騎兵隊に留まれるため、ステータスの変動はメンバーの良否の要素に数えられる。

### 入隊
騎兵隊に新しくキャラクターを加えることを入隊という。入隊には世襲、募集、斡旋の三つの形式がある。
世襲
子孫代々で受け継ぐ方法。隊長の職は初代隊長の家系によって世襲され、募集、斡旋によって入ったキャラクターの子孫が隊長になることはない。隊長の家系の子が5歳になると命名が行われ、15歳になると自動的に入隊する。隊長の家系の子ははじめからステータスが高い状態で成長期がなく、また養育者として選んだ“功労者”と同じ職種になる。
募集
公募で集まった志願者から採用する方法。隊長がヴィムの都にいると、入隊志願者を見ることができ騎兵隊に入隊させるかどうかを選択できる。志願者は全年齢層から集まっており、40歳でHP1というような明らかに戦闘には適さないキャラクターを除いてある程度若くてステータスの高いキャラクターを入隊させる。志願者の数は直前の遠征で倒した魔物の数と強さ（貢献度）によって変動する。より強く、多くの魔物を倒すと騎兵隊の名声が上がり、志願者が増える。
斡旋
騎兵隊と関わりの深い家系から隊員に適した若者を推薦してもらう方法。各隊員には“親密度”というステータスが設定されている。親密度は、そのキャラクターの属する家系と騎兵隊が親密であるかどうかを表す数値で、ある家系のキャラクターを多く戦闘に出すとその家系との親密度が上がり、キャラクターが戦闘でHP0になったりすると親密度が下がる。遠征からヴィムの都に帰ってくると親密度が高い家系（騎兵隊と親交の深い家系）から若者を斡旋してくれることがある。

## 主なスタッフ
- 中村雅哉 - エグゼクティブプロデューサー
- 横山茂 - プロデューサー
- 川島健太郎 - ゲームデザイナー
- 佐々木英隆 - ディレクター
- 川口忠彦 - プロダクションデザイナー / アートディレクター / 背景デザイン
- 糸見功輔 - ムービーディレクター
- 野宮真貴 - ナレーション
- 鈴木貴晴 - グラフィックデザイナー / パッケージデザイン
- 高橋守 - キャラクターデザイン
- 長谷川太郎 - モンスターデザイン
- 高原麻衣 - インターフェイスグラフィックデザイン
- 中川浩二 - サウンドディレクター / サウンドエフェクトスーパーバイザー
- 大山昌子 - ミュージックディレクター / ミュージックコンポーザー
- 小林正史 - メインシステムプログラマー
- 片山武史 - メニュープログラマー
- 有田健 - マップシステム／ヴィジュアルエフェクトプログラマー
- 高山稔 - バトルシステムプログラマー

## 7 セブン サウザンドウォーズ
2011年10月21日に配信開始されたスマートフォン用アプリ。アドウェイズとの共同開発。サービス開始時はiPhone専用のアプリであったが、後にAndroidにも対応。iPhone版で実装されている機能や仕様がAndroid版では未実装であるなど、iPhone版とAndroid版でゲームの実装内容が一部異なる。2016年3月7日をもってサービスを終了。
「アルメセラ年代記」をベースとしたソーシャルゲームで、キャラクターが老化していくセブン本編のシステムに近い「シーズンI」のサービスを開始した後、キャラクターが老化せず金・銀・銅・ルビー・鬼火など、キャラクターによってレアリティが付け加えられた「シーズンII」の配信も開始。暫くはメニューの切り替えでどちらも遊べる仕様となっていたが、2013年にシーズンIのサービスが終了し、以降はシーズンIIのみの配信となった。
「シーズンII」は各種クエスト、同盟軍や闘技場などプレイヤーやギルド同士の共闘や対戦、技の伝授や女神の祝福でキャラクターを強化するなどの要素が追加されている。基本無料のゲームだが、特殊なアイテムや拡張機能などはセプンポイントを使用するアイテム課金制となっている。
また、「シーズンII」でのキャラクターのレアリティは「銅 ＜ 銀 ＜ 金 ＜ ルビー ＜ 鬼火」の順で高く設定されており、銅キャラクターにはゲーム本編で使用されていた基本職業のキャラクター絵、金キャラクターはオリジナルキャラクターのほか『ヴィーナス&ブレイブス〜魔女と女神と滅びの予言〜』の基本職業のキャラクター絵が使用されている。また、ルビー以上のレアリティを持つキャラクターの中には『モールモースの騎兵隊』に登場した主人公、バル、フィル、メルレーンなどのキャラクターや『ヴィーナス&ブレイブス』の主要キャラクターなどが追加されているほか、バンダイナムコゲームス関連の作品やアドウェイズ開発の別アプリのコラボレーションキャラクターやオリジナルキャラクター、攻撃補助能力を持つ騎士や巫女など、本来は持っていない別の職業の特性を持つ“コンボキャラクター”なども登場していた。